# Indigofera macrophylla
Indigofera macrophylla är en ärtväxtart som beskrevs av Julius Heinrich Karl Schumann och Peter Thonning. Indigofera macrophylla ingår i släktet indigosläktet, och familjen ärtväxter. Inga underarter finns listade i Catalogue of Life.